# Olivia Ragnaghnewendé Rouamba
Olivia Ragnaghnewendé Rouamba es una diplomática y política de Burkina Faso. Desde el 5 de marzo de 2022 es ministra de Asuntos Exteriores y de Cooperación Regional. tras el golpe de Estado de Paul Henri Damiba el 23 de enero de 2022.  

## Trayectoria
Rouamba fue directora general de cooperación bilateral y desde el 5 de enero de 2022 era embajadora en Etiopía. 
En marzo de 2022 fue nombrada Ministra de Asuntos Exteriores y de Cooperación Regional siendo una de las seis mujeres, entre ellas la cineasta Valérie Kaboré, Ministra de Comunicación y Cultura,  Aminata Sabané ministra de Transición Digital, Correo y Comunicación Electrónica, designadas en el gobierno del presidente de la transición y líder golpista teniente coronel Paul-Henri Sandaogo Damiba y el primer ministro designado por este, Albert Ouédraogo.